# Quai André-Citroën
Quai André-Citroën (nábřeží André Citroëna) je nábřeží v Paříži. Nachází se v 15. obvodu.

## Poloha
Nábřeží leží na levém břehu řeky Seiny mezi mosty Grenelle a Garigliano. Uprostřed nábřeží vede ještě most Mirabeau. Začíná na křižovatce s ulicí Rue Linois, kde na něj proti proudu navazuje Quai de Grenelle a končí na křižovatce s Boulevardem du Général-Martial-Valin, odkud dále pokračuje Quai d'Issy-les-Moulineaux. Podél Seiny se nachází přístav Port de Javel.

## Historie
Nábřeží se původně jmenovalo Quai de Javel podle vesnice, která se zde rozkládala. V roce 1958 bylo přejmenováno na počest francouzského automobilového konstruktéra André Citroëna (1878–1935), jehož továrna Citroën se nacházela v letech 1915–1974 v prostoru dnešního parku André Citroëna.

## Významné stavby
- čtvrť Front-de-Seine tvořená výškovými budovami
- Parc André-Citroën
- sídlo France Télévisions
- televizní ateliéry, bývalé sídlo Canal+